# Nippon Columbia
La Nippon Columbia Company Limited (日本コロムビア株式会社?, Nippon Koromubia  Kabushiki gaisha) è un'etichetta discografica giapponese, fondata nel 1910 con il nome di Nipponophone Company Co., Ltd. (Nippon Phonograph Company).

## Storia
Nel 1931, la Nippon Columbia si affiliò alla britannica Columbia Graphophone Company, adottando i marchi di fabbrica standard della UK Columbia. Nel 1946, cambiò il nome in Nippon Columbia Company Limited, adottando infine quello che porta tutt'oggi nel 2002. Fuori dal Giappone, la compagnia opera sotto il nome di Savoy Label Group, che pubblica i suoi prodotti con le etichette SLG, Savoy Records e Denon. Sotto quest'ultima, inoltre, la Nippon Columbia ha anche venduto fino al 2001 prodotto di elettronica.
A parte le radici storiche che portano all'incontro tra le etichette, la Nippon Columbia non ha oggi nessuna relazione diretta con la Columbia Records statunitense (che pubblica in Giappone con la Sony Music Entertainment Japan) e con il gruppo britannico EMI, del quale l'originale Columbia Graphophone Co. era parte. La Nippon Columbia, tuttavia, è nota per continuare ad utilizzare lo storico logo delle "note magiche", associato da sempre all'etichetta Columbia sin dalla sua fondazione.

## Artisti
La Nippon Columbia è una delle più importanti etichette giapponesi per notorietà degli artisti e volume d'affari ed è particolarmente attiva nel pop e nella musica elettronica. Fra i moltissimi cantanti e gruppi musicali sotto contratto vi sono stati i Pizzicato Five, che raggiunsero fama mondiale negli anni novanta, e Hibari Misora, vincitrice del People's Honour Award nel 1989; attualmente fra gli artisti di punta ci sono Kimura Kaela, Isao Sasaki, Tōwa Tei, Mitsuko Horie, Ichirō Mizuki e molti altri.
L'etichetta, inoltre, è conosciuta per aver rifiutato un contratto ad Ayumi Hamasaki, la cantante solista giapponese che ha venduto di più al mondo, prima che ottenesse la fama. Il rifiuto è stato dovuto al flop del primo singolo della cantante, Nothing from Nothing, e dell'EP dallo stesso titolo, causati dalla mancata promozione commerciale. La cantante avrebbe poi incontrato i favori dell'etichetta rivale Avex Trax.

## Principali investitori
I maggiori investitori sono la Faith K.K. (31.39%) e la Hitachi Ltd. (18.21%).

## Etichette
- Animex
- B-C (pronounced B to C)
- CME Records
- Columbia House
- Columbia International
- Columbia Japan
- Columbia*readymade (originariamente ********* records,tokyo sui CD, poi columbia*readymade dopo che Nippon Columbia divenne Columbia Music Entertainment)
- Columbia Records (da non confondere con Columbia Records degli USA)
- Denon
- Heat Wave
- Hug Columbia
- M-Train
- Nexstar Records
- Passion
- Savoy Records
- Triad

## OtoRevo
Nel febbraio 2006 Columbia Music Entertainment CEO Sadahiko Hirose nomina Jordan Ritter come  executive advisor. Nell'aprile 2006 Ritter diventa CTO e crea la divisione Red Dove (R&D).
Nel 2007, Ritter nomina Ejovi Nuwere nel CME, e fondano la Otorevo.

### Artisti OtoRevo
Diversi artisti scoperti dalla OtoRevo sono passati ad altre etichette. Il più noto è il gruppo CREAM  in origine a nome IYSE.

## Azionisti
La Faith K. K. (31.20%), la Daiichi Kosho Company (4.75%), la Japan Securities Finance Co., Ltd. (2.13%), la Sumitomo Trust and Banking (0.95%), la Nomura Securities (0.75%), la Rakuten Securities (0.64%) e la Fukoku Mutual Life Insurance Company (0.59%).